# Marc Colombat de L’Isère
Marc Colombat de L’Isère (* 28. Juni 1797 in Vienne; † 20. Juni 1851 in Paris) war ein französischer Arzt.

## Leben
Marc Colombat de L’Isère studierte zuerst die Rechtswissenschaften in Grenoble und musste, in politische Angelegenheiten verwickelt, nach Savoyen und der Schweiz flüchten, wurde aber 1824 amnestiert. Daraufhin studierte er Medizin in Montpellier, Straßburg und Paris. Sein mechanisches Talent führte ihn zur Erfindung verschiedener Instrumente, z. B. eines solchen zur Amputation der Portio vaginalis uteri, das er in der Schrift De l’hystérotomie, ou l’amputation du col de la matrice dans les affections cancéreuses, … avec la description de l’hystérotome et de plusieurs autres instrumens nouveaux … (Paris 1828) beschrieb. Auch beschäftigte er sich zur selben Zeit mit De la compression et de la ligature des vaisseaux (Paris 1828) und einer Nouvelle méthode de pratiquer la taille sous-pubienne (Paris 1830).
Lebenslang wendete Colombat aber seine Aufmerksamkeit dem Stottern zu, und indem er ganz richtig den nervösen Charakter des Leidens erkannte, suchte er dieses durch ein Verfahren zu bekämpfen, bei dem besonders auf rhythmische Aussprache der Worte Wert gelegt wurde. Bei fortgesetzten Übungen im rhythmischen Sprechen wurde genau auf die zur Aussprache der einzelnen Buchstaben nötigen Mundstellungen Rücksicht genommen. Colombat hatte zur Aufnahme von Zöglingen ein orthophonisches Institut in Paris errichtet und erzielte dort solche Erfolge, dass ihm von der Akademie der Wissenschaften 1833 ein Preis von 50.000 Francs zuerkannt wurde. Die Resultate seiner Forschungen über das Stottern legte er in mehreren Schrift nieder, u. a.: Du bégaiement et de tous les autres vices de la parole (Paris 1830; deutsche Übersetzung von A. E. F. Schulze, Ilmenau 1831; 2. Auflage 1831 unter dem Titel L’orthophonie ou physiologie et thérapeutique du bégaiement; deutsche Übersetzung von H. F. Flies, Quedlinburg 1840; 3. Auflage 1843 unter dem Titel Traité de tous les vices de la parole …). Auch seine Straßburger Dissertation, mit der er 1828 Doktor wurde, war demselben Gegenstand gewidmet.
Colombat verfasste später noch u. a.:
- Dictionnaire historique et iconographique de toutes les opérations et des instrumens, bandages et appareils de la chirurgie ancienne et moderne, 2 Bände, Paris 1835
- Traité des maladies des femmes, et de l’hygiène spéciale de leur sexe, 3 Bde., Paris 1838–43; deutsche Übersetzung des 1. und 2. Bandes von Siegmund Frankenberg, Leipzig 1841; englische Übersetzung von Charles D. Meigs, Philadelphia 1845
- Mémoire sur l’histoire physiologique de la ventriloquie, ou Engastrimysme, Paris 1840

Zum Ritter der Ehrenlegion ernannt, starb Colombat am 20. Juni 1851 im Alter von knapp 54 Jahren in Paris nach einer langen Krankheit, aufgrund derer er nicht mehr hatte sprechen können.